# North Point (MTR)
North Point (traditioneel: 北角) is een metrostation van de Metro van Hongkong. Het is een halte aan de Tseung Kwan O Line en de Island Line.